# San Rafael Jocom
San Rafael Jocom är en ort i Mexiko.   Den ligger i kommunen Comitán Municipality och delstaten Chiapas, i den sydöstra delen av landet, 800 km öster om huvudstaden Mexico City. San Rafael Jocom ligger 1 578 meter över havet och antalet invånare är 570.
Terrängen runt San Rafael Jocom är kuperad västerut, men österut är den platt. San Rafael Jocom ligger nere i en dal. Runt San Rafael Jocom är det ganska tätbefolkat, med 100 invånare per kvadratkilometer. Närmaste större samhälle är Comitán, 5,8 km söder om San Rafael Jocom. I omgivningarna runt San Rafael Jocom växer huvudsakligen savannskog.